# Gastein Ladies 2012 - Qualificazioni singolare
Le qualificazioni del singolare  del Gastein Ladies 2012 sono state un torneo di tennis preliminare per accedere alla fase finale della manifestazione. I vincitori dell'ultimo turno sono entrati di diritto nel tabellone principale. In caso di ritiro di uno o più giocatori aventi diritto a questi sono subentrati i lucky loser, ossia i giocatori che hanno perso nell'ultimo turno ma che avevano una classifica più alta rispetto agli altri partecipanti che avevano comunque perso nel turno finale.

## Giocatrici

### Teste di serie
1. Dia Evtimova (Qualificata)
2. Jana Čepelová (Qualificata)
3. Chichi Scholl (Qualificata)
4. Kathrin Wörle (spostata al tabellone principale)

1. Inés Ferrer Suárez (ultimo turno)
2. Maria Elena Camerin (primo turno)
3. Leticia Costas Moreira (ultimo turno)
4. Richèl Hogenkamp (Qualificata)

### Qualificate
1. Dia Evtimova
2. Jana Čepelová

1. Chichi Scholl
2. Richèl Hogenkamp

## Tabellone qualificazioni

### Sezione 1
|  | Primo turno | Primo turno         | Primo turno         | Primo turno | Primo turno |  |  | Ultimo turno | Ultimo turno | Ultimo turno | Ultimo turno | Ultimo turno |  |
|  |             |                     |                     |             |             |  |  |              |              |              |              |              |  |
|  | 1           | Dia Evtimova        | 6                   | 4           | 6           |  |  |              |              |              |              |              |  |
|  | WC          | Janina Toljan       | 4                   | 6           | 3           |  |  | 1            | Dia Evtimova | 3            | 6            | 6            |  |
|  |             | Ani Mijačika        | Ani Mijačika        | 6           | 6           |  |  |              | Ani Mijačika | 6            | 3            | 3            |  |
|  | 6           | Maria Elena Camerin | Maria Elena Camerin | 3           | 3           |  |  |              |              |              |              |              |  |

### Sezione 2
|  | Primo turno | Primo turno            | Primo turno       | Primo turno | Primo turno |  |  | Ultimo turno | Ultimo turno           | Ultimo turno           | Ultimo turno | Ultimo turno |  |
|  |             |                        |                   |             |             |  |  |              |                        |                        |              |              |  |
|  | 2           | Jana Čepelová          | Jana Čepelová     | 6           | 7           |  |  |              |                        |                        |              |              |  |
|  |             | Marina Mel'nikova      | Marina Mel'nikova | 3           | 610         |  |  | 2            | Jana Čepelová          | Jana Čepelová          | 6            | 6            |  |
|  | Alt         | Andreja Klepač         | 2                 | 7           | 3           |  |  | 7            | Leticia Costas Moreira | Leticia Costas Moreira | 1            | 2            |  |
|  | 7           | Leticia Costas Moreira | 6                 | 5           | 6           |  |  |              |                        |                        |              |              |  |

### Sezione 3
|  | Primo turno          | Primo turno          | Primo turno          | Primo turno | Primo turno |  |  | Ultimo turno | Ultimo turno         | Ultimo turno | Ultimo turno | Ultimo turno |  |
|  |                      |                      |                      |             |             |  |  |              |                      |              |              |              |  |
|  | 3                    | Chichi Scholl        | Chichi Scholl        | 7           | 6           |  |  |              |                      |              |              |              |  |
|  | WC                   | Yvonne Neuwirth      | Yvonne Neuwirth      | 64          | 4           |  |  | 3            | Chichi Scholl        | 4            | 7            |              |  |
|  | Mervana Jugić-Salkić | Mervana Jugić-Salkić | Mervana Jugić-Salkić | 3           | 3           |  |  |              | Anastasija Sevastova | 6            | 64           | r            |  |
|  | Anastasija Sevastova | Anastasija Sevastova | Anastasija Sevastova | 6           | 6           |  |  |              |                      |              |              |              |  |

### Sezione 4
|  | Primo turno | Primo turno        | Primo turno      | Primo turno | Primo turno |  |  | Ultimo turno | Ultimo turno       | Ultimo turno | Ultimo turno | Ultimo turno |  |
|  |             |                    |                  |             |             |  |  |              |                    |              |              |              |  |
|  | 5           | Inés Ferrer Suárez | 6                | 4           | 7           |  |  |              |                    |              |              |              |  |
|  |             | Sandra Záhlavová   | 3                | 6           | 6(0)        |  |  | 5            | Inés Ferrer Suárez | 7            | 3            | 65           |  |
|  |             | Maria Abramović    | Maria Abramović  | 3           | 3           |  |  | 8            | Richèl Hogenkamp   | 6            | 6            | 7            |  |
|  | 8           | Richèl Hogenkamp   | Richèl Hogenkamp | 6           | 6           |  |  |              |                    |              |              |              |  |